# Sessilida
Sessilida es un extenso orden de ciliados de la subclase Peritrichia de la clase Oligohymenophorea. 

## Descripción
La mayoría de los miembros tienen cinetosomas posteriores modificados que segregan un tallo contráctil. La etapa móvil, denominada telotroch, carece de boca. Son comunes tanto en ambientes de agua dulce como marinos y muchos viven fijados a plantas y animales acuáticos. Algunos son solitarios y otros forman colonias ramificadas. Unos pocos segregan un caparazón. Uno de los géneros mejor conocidos es Vorticella. Los tallos pueden llegar a alcanzar 2 mm, y en los casos en los que son altamente contráctiles pueden extenderse hasta 3 mm.

## Familias
Contiene las siguientes familias:
- Ellobiophryidae
- Epistylididae
- Lagenophryidae
- Operculariidae
- Rovinjellidae
- Scyphidiidae
- Vaginicolidae
- Vorticellidae
- Zoothamniidae